# Murphy Anderson
Murphy Anderson (Asheville, 9 luglio 1926 – 23 ottobre 2015) è stato un fumettista statunitense.

## Biografia
Nato nel 1926 in California, Murphy Anderson entra nel mondo dei comics nel 1944: Suicide Smith (1944), Sky Rangers (1946) e Star Pirate (1944-1947) sono stati i primi titoli pubblicati in una pluridecennale carriera.
Intraprende la realizzazione di un personaggio di grande successo già nel 1947 disegnando Buck Rogers, di Dick Calkins (lo abbandona momentaneamente nel 1949, ma vi ritorna sul finire degli anni cinquanta).
Durante quegli anni passa attraverso diverse case editrici, tra cui Pines, Marvel, St. John, Ziff-Davis e infine la National (la futura DC Comics).
Alla casa di Superman, Anderson lavorò come inchiostratore con Carmine Infantino, sia in Adam Strange che in Batman, ma anche in Atomic Knights (1963-1967) e in Hawkman (1967). Quando Infantino divenne editore della National, Anderson passò alle chine di disegnatori quali Gil Kane (cimentandosi in Green Lantern e Atom) e soprattutto Curt Swan: i due formarono un binomio (chiamato "Swanderson" dai fan dell'Uomo d'Acciaio) tra i più noti e apprezzati di sempre.
Autore dallo stile lineare e preciso, è stato attivo per più di quarant'anni, e i suoi lavori hanno contribuito a modernizzare l'aspetto grafico di personaggi notissimi quali Adam Strange e Atom: la sua produzione comprende lavori anche su Justice League of America, Flash e diverse altre celebri pubblicazioni della Silver Age, compresa la creazione, con Gardner Fox, di Zatanna.

## Premi e riconoscimenti
- Alley Award 1962 come Miglior inchiostratore;
- Alley Award 1963 per Justice League of America;
- Alley Award 1964 come Miglior inchiostratore per Miglior Copertina (Detective Comics # 329, matite di Carmine Infantino);
- Eisner Award: Hall of Fame 1999